# Al·legoria de la Pintura
L'Al·legoria de la pintura és un quadre atribuït l'any 1988 a l'artista barroca italiana Artemisia Gentileschi, però investigacions més recents han confirmat que va ser pintada per un pintor anònim napolità a mitjans del segle xvii. Està exposat al Museu de Tessé, a Le Mans, França.

## Descripció
Una dona nua s'estira de costat, aparentment adormida, amb el abdomen parcialment cobert per cortines. Està envoltada de les eines d'un artista, com una paleta, un compàs de dibuix i pinzells, així com la màscara simbòlica de la imitació. L'anàlisi per raigs X va revelar una altra imatge sota el braç esquerre: un bisbe que portava una mitra.

## Procedència
Va ser documentat per primera vegada a la família Popeliniere, de qui va ser adquirit pels actuals propietaris el 1836.

## Atribució
Podria ser una de les múltiples pintures realitzades per Gentileschi amb aquest tema, però la representació en aquesta pintura en particular és inusual i els estudiosos n'han debatut el significat i l'atribució. Bissell va veure la representació massa crua per ser obra d'Artemisia; en canvi, ho va veure com un insult a la família d'Orazio Gentileschi, el seu pare, de la mà del seu adversari Giovanni Baglione. No obstant això, Christiansen va recolzar l'atribució a Artemisia, relacionant-la amb altres obres seves del mateix període.